# Ignacy Matthy
Ignacy Stanisław Matthy (ur. 5 kwietnia 1765 w Kobierzynie, zm. 20 maja 1832 w Pelplinie) – biskup chełmiński.

## Życiorys
Urodził się w rodzinie kupca gdańskiego Jacka Mathy. W latach 1777–1785 pobierał nauki w gimnazjum w Braniewie. W latach 1785–1788 studiował w Rzymie, gdzie uzyskał doktorat z dwóch dziedzin naukowych – filozofii i teologii. W 1789 został kanonikiem warmińskim, od 1803 administrował diecezją chełmińską. W latach 1811–1823 był w radzie regencyjnej w Kwidzynie. W 1824 został wyznaczony przez papieża Leona XII na biskupa chełmińskiego 7 czerwca 1824 został konsekrowany przez ówczesnego biskupa pomocniczego warmińskiego Andrzeja Hattena. Szczególną troską otaczał seminarium chełmińskie przeniesione w 1829 do Pelplina. W 1827 był głównym kandydatem na prymasa, jednak ze względu na kłopoty zdrowotne odstąpiono od jego kandydatury.

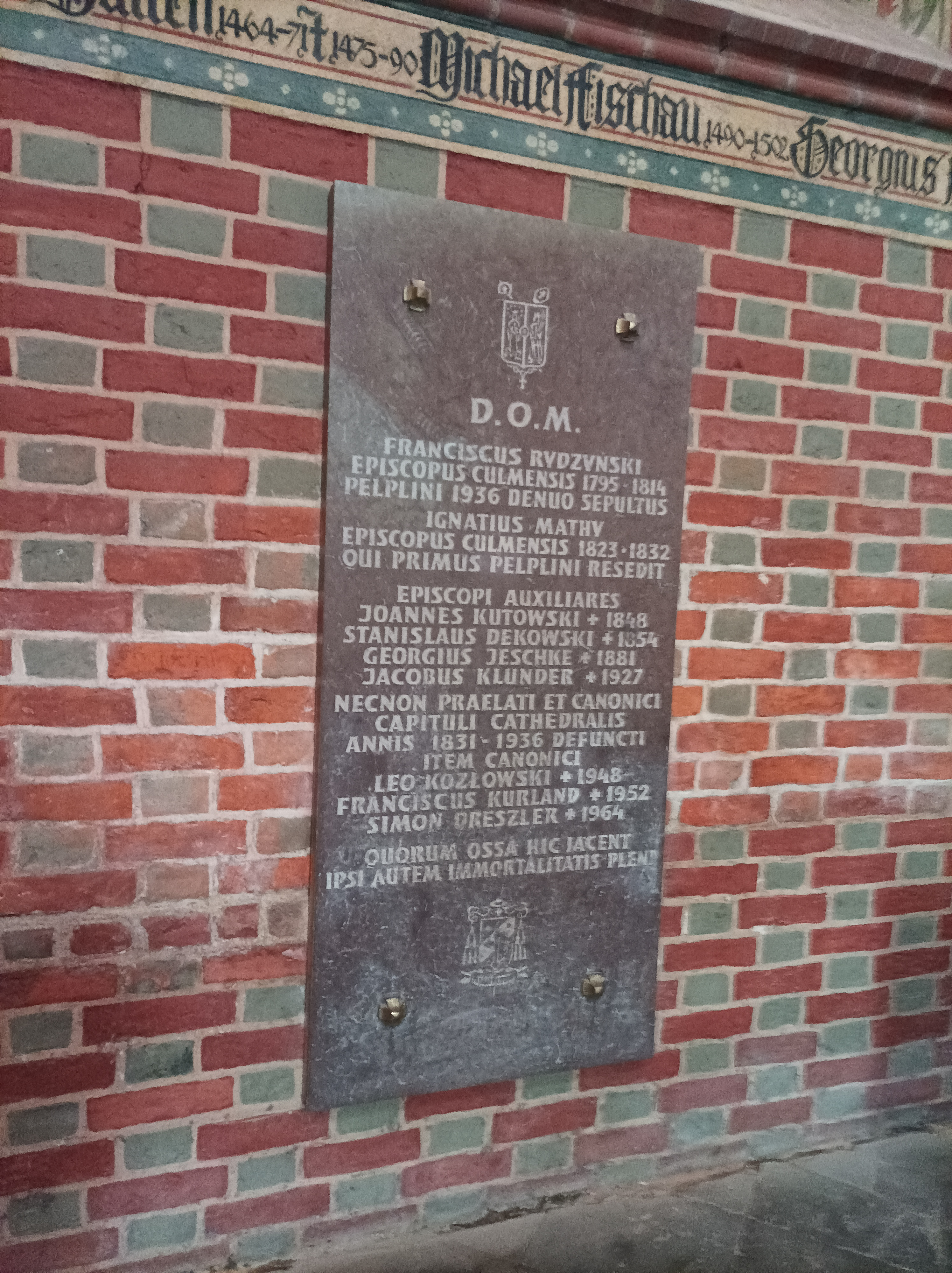
Płyta nagrobna w katedrze pelplińskiej